# فينوم
فينوم (بالفرنسية: Venum)‏ هي شركة فرنسية لتصنيع الملابس والمعدات لمختلف فنون الدفاع عن النفس والرياضات القتالية واللياقة البدنية بما في ذلك فنون القتال المختلطة والملاكمة والجيو جيتسو البرازيلية والموياي تاي والكاراتيه. تعمل فينوم في عدة مناطق حول العالم بما في ذلك البرازيل وأمريكا وأوروبا وآسيا. أصبحت فينوم الشريك الرسمي للملابس في يو إف سي في عام 2021.

## التاريخ
تم إنشاء فينوم في عام 2006 بواسطة فرانك دوبوي وأندريه فييرا.

### الشراكة مع يو إف سي
في 10 يوليو 2020، تم الإعلان عن أن فينوم ستصبح الشريك الرسمي للملابس ليو إف سي، لتحل محل ريبوك.

## معسكر فينوم للتدريب
معسكر فينوم للتدريب (VTC) هو عبارة عن صالة ألعاب رياضية مختلطة من فنون الدفاع عن النفس، موياي تاي والجيو جيتسو البرازيلية التي أسسها مهدي زاتوت [الإنجليزية] ومقرها في باتايا، وقد أنتج العديد من المقاتلين الناجحين.

## وصلات خارجية
- الموقع الرسمي
 (بالإنجليزية)
- فينوم على إنستغرام